# Spaghetti Western and Meatballs
Spaghetti Western and Meatballs es el noveno episodio de la primera temporada de la serie animada de TV Bob's Burgers. Se emitió originalmente por Fox en Estados Unidos el 27 de marzo de 2011.
Fue escrito por Kit Boss y dirigido por Wes Archer. Recibió críticas positivas por la interacción de personajes, bromas y argumento. De acuerdo a las mediciones de audiencia, fue visto por 4,65 millones de hogares en su emisión original. Cuenta con actuaciones invitadas de David Herman, Andy Kindler, Larry Murphy y Brian Posehn.

## Argumento
Bob y Louise ven televisión tarde a la noche hasta que en un canal aparece Banjo, un cowboy que usa su banjo como pistola. Es el favorito de Bob y hay una colección de sus películas. Gene se suma y comienza a disfrutar de Banjo con Bob pero no con Louise.
A la mañana siguiente, Linda recibe una llamada del Sr. Frond, el consejero de la escuela Wagstaff, diciéndole que es la encargada de la comida de espagueti y albóndigas para recaudar fondos escolares para el Club de Resolución de Conflictos de Tina. Aquella espera que la comida sea mejor que la de Coleen Caviela del año pasado que hizo que sea el peor día de su vida. Lo fuerza a Bob para que cocine y acepta a regañadientes. Gene aparece con la guitarra femenina de juguete de Louise pretendiendo que es un banjo y diciendo lor remates de sus chistes ya que su compañero de clases Choo-Choo (Brian Posehn) siempre se los arruina. En el almuerzo del colegio Gene ignora a Louise para decirle a Choo-Choo una broma que hace reír solamente a un niño con problemas de aprendizaje. Después de clases, mientras Bob cocina la pasta declina la sugerencia de Louise para ver TV a la noche por haber comprado la colección de películas de Banjo en DVD para verlas con Gene. A la noche, los varones siguen estrechando lazos viendo a Banjo y Louise se desespera por pasar el tiempo con alguien. Acude a Tina y Linda pero ambas no responden a sus expectativas por lo que luego le pide a su madre que impida que Bob y Gene pasen tiempo juntos, a lo cual Linda se niega al parecerle perfecto que lo hagan ya que no sucede con casi nada más. En la escuela, el Sr. Frond enseña en clase acerca del A.D.S. (Accede a tu sentimientos, Discúlpate y Saluda!) con una representación donde participan Tina, Jimmy Jr. y su compañera Jocelyn. Sin embargo Tina amenaza a Jocelyn diciéndole que si le hace con Jimmy lo que querían demostrar con el Sr. Frond, la golpeará repetidamente en la cara. En el almuerzo Gene sigue actuando como Banjo ante Choo-Choo y causa una guerra de comida . Bob discute sobre el incidente en la oficina del Sr. Frond pero las cosas no terminan bien cuando este intenta usar el A.D.S. y Bob se mofa. La reunión culmina con los chicos en detención y quitándole a Linda el encargo de la comida.
Ésta se enfada tanto que guarda bajo llave la caja de DVD y Tina se molesta mucho por la cancelación. Luego del tiempo de detención de Gene, Louise y Choo-Choo, este lo reta al otro para una pelea luego de la escuela, pero cuando sucede, Bob llega justo a tiempo para pararla. Sin embargo, el padre de Choo-Choo también aparece, acusando a Bob de violentar a su hijo y ambos comienzan a perseguirlos haciendo que Bob y los chicos se escondan en el túnel del tobogán del patio de juegos. Mientras están allí, Bob y Gene se disculpan con Louise por no pasar tiempo con ella por ver Banjo. Tina da un discurso en el acto de recaudación de fondos pero cuando ve a Jocelyn susurrándole a Jimmy Jr. la ataca (creyendo que hablaba de ella). Linda pierde el control con Coleen y les revela a todos que la salsa usada por aquella el año pasado era comprada y no casera. Bob, Gene y Louise llegan sorpresivamente con el espagueti y las albóndigas para trabajar su A.D.S con el Sr. Frond quien permite que sirvan; Tina quiere compartir un fideo con Jimmy pero este se niega. Choo-Choo y su papá llegan y disfrutan también de la comida. Termina con Louise provocando otra guerra de comida.

## Recepción
En su emisión original en Estados Unidos, "Spaghetti Western and Meatballs" fue visto por un estimado de 4,65 millones de hogares y recibió una medición de 2.2/6% del share en adultos entre 18-49 años, un incremento desde el episodio anterior.
El episodio recibió críticas positivas. Rowan Kaiser de A. V. Club lo calificó con una A, el más alto de la noche y empatando con Art Crawl. Le gustaron la historia, el humor y alabó la actuación de Kristen Schaal como lo mejor de Louise.